# Thomas Wentworth Higginson
Pour les articles homonymes, voir Higginson.
Thomas Wentworth Higginson (22 décembre 1823 – 9 mai 1911) était un pasteur unitarien et un abolitionniste américain. Candidat du Free Soil Party en 1850, il était partisan de l'action directe contre la loi sur les esclaves fugitifs de 1850. Il mena lui-même en 1854 l'assaut contre le palais de justice de Boston où était détenu Anthony Burns, et est également connu pour avoir été plus tard l'un des Secret Six qui ont financé le raid contre Harpers Ferry entrepris par John Brown pour l'abolition de l'esclavage aux États-Unis. Pendant la guerre de Sécession, il servit comme colonel du 1st South Carolina Volunteers, le premier régiment autorisé par le pouvoir fédéral à être composé d'Afro-Américains mais dont les officiers étaient blancs.
Il entretint une correspondance suivie avec Emily Dickinson, dont il coédita après la mort deux volumes de poèmes qu'il remania pour partie.
Il fut le mentor et l'ami de l'écrivaine Harriet Elizabeth Prescott Spofford.